# Heydenia burgeoni
Heydenia burgeoni är en stekelart som först beskrevs av Jean Risbec 1955.  Heydenia burgeoni ingår i släktet Heydenia och familjen puppglanssteklar. Inga underarter finns listade i Catalogue of Life.